# Macintosh LC
Macintosh LC è un modello di computer Macintosh prodotto da Apple Computer.
L'originale Mac LC —low-cost color— venne presentato nel 1990, principalmente per gli utenti domestici e per il mercato scolastico. Insieme al Macintosh IIsi, hanno introdotto l'ingresso audio di serie nei computer Macintosh. Il computer vendette bene e nel 1992 venne aggiornato con LCII, che vendette anche meglio del predecessore. Apple si rese conto delle potenzialità della serie e quindi creò una varietà di computer economici che vendette nel mercato scolastico col nome di LC e nel mercato domestico col nome di Performa (per esempio LC475 venne venduto anche come Performa 475). Tutti i modelli LC basati su PowerPC vennero venduti come "PowerMacintosh xxxx LC" (e "Performa xxxx"). La linea LC visse fino all'arrivo dell'iMac che la sostituì nel 1998.